# Organisations d'écrivains indiens
Cet article présente la liste des organisations pour les écrivains indiens.

## Liste

### Organisations nationales
- Sahitya Akademi : C’est l’organisation en Inde pour protéger les intérêts des écrivains indiens. Son siège social est à New Delhi. Elle a également des bureaux dans tous les états de l’Inde.
- The Poetry Society of India est une association des poètes indiens pour protéger l’intérêt de la littérature indienne en général et poésie en particulier. Son siège et à New Delhi.
- Poetry Chain : est une association des poètes indiens pour protéger leur intérêt dans la publication et la violation du droit d’auteur de leurs œuvres, etc. Son siège est à Trivandrum. Elle a été fondée par les poètes Gopi Kottoor et Ayyappa Panicker. Les poètes Tapan Kumar Pradhan et Bibhu Padhi font partie de son comité de concertation.
- Urdu Hall :- Fondée en décembre 1955 à Hyderabad par Makhdoom Mohiuddin pour protéger l’intérêt des écrivains de langue ourdou. Inauguré par Jawaharlal Nehru, le premier ministre de l’Inde.
- Kavita Trust : fondée en 2002 à Doubai par Melvyn Rodrigues.
- Poets Corner : fondée en juin 2011 à New Delhi par Yasmeen Anwar et Dolly Singh.
- Writers Rescue Center : fondée en 2005 à Nagpur par Nikhil Chanwani.

### Organisations régionales
- Kobita Club (en) : fondé en décembre 2011 à Calcutta par Surajit Chatterjee.
- Gujarati Literary Academy (en) : fondée le 12 février 1977 à Londres par Dahyabhai Patel.
- Kannada Sahitya Sammelana (en) : fondée à Bangalore en 1915 par H V Nanjundaiah.